# Building a Better Me
Building a Better Me é o quinto álbum de estúdio da banda Dogwood, lançado a 10 de Outubro de 2000.
Em 2001, a banda foi galardoada com o prémio "Best Punk Band" nos San Diego Music Award pelo álbum.
| Críticas profissionais                                                      | Críticas profissionais |
| Avaliações da crítica                                                       | Avaliações da crítica  |
| Fonte                                                                       | Avaliação              |
| --------------------------------------------------------------------------- | ---------------------- |
| allmusic                                                                    | [ 2 ]                  |
| Jesus Freak Hideout                                                         | (sem nota)             |
| Esta tabela precisa de ser acompanhada por texto em prosa. Consulte o guia. |                        |

## Faixas
1. "The Good Times" - 2:14
2. "There's Room for Everyone" - 3:04
3. "Building a Better Me" - 3:09
4. "Comes Crashing" - 3:51
5. "Autobiographies" - 2:26
6. "Mycro" - 2:39
7. "Come Back Down" - 1:47
8. "The Battle of Them Vs. Them" - 3:21
9. "Cheat Me" - 2:40
10. "Someone See" - 2:59
11. "The Bad Times" (Reprise) -:54
12. "Overexposed" - 2:44
13. "The Bad Times" - 2:27
14. "Truth About It Is" - 2:20
15. "Great Literature" - 0:31
16. "Nothing New" - 3:24